# Ambroise (trouvère)
Pour les articles homonymes, voir Ambroise.
Ambroise est un trouvère normand de la fin du XIIe siècle, auteur d'un poème intitulé Estoire de la guerre sainte, composé à la gloire du roi Richard Cœur de Lion, et après la délivrance de celui-ci.
Il semble avoir accompagné le roi tout au long de la troisième croisade, de Londres à Chypre et Acre.

## L’œuvre
Son poème est un long poème historique de 12 352 octosyllabes rimant deux par deux.
Un seul manuscrit en a été conservé. Mais l’Estoire a été traduite en latin  sous le titre d’Itinerarium Peregrinorum et Gesta Regis Ricardi.
Parmi les événements relatés dans le poème, celui du massacre de 2 500 prisonniers dans la ville d’Acre, ordonné par Richard.

## Ouvrages
- Ambroise, L’Estoire de la guerre sainte. Paris, 1897. https://gallica.bnf.fr/ark:/12148/bpt6k6517331f.r
- Ambroise, Itinerarium regis Ricardi. London, 1920: https://archive.org/details/itinerariumregis00richuoft
- Ambroise, The History of the Holy War, translated by Marianne Ailes, Boydell Press, 2003.